# (6934) 1994 YN2
1994 واي أن 2 (ويعرف أيضًا باسم (6934) 1994 واي أن 2 وفق تسمية الكوكب الصغير) (بالإنجليزية: 1994 YN2)‏ هو كويكب ضمن حزام الكويكبات؛ وترتيبه 6934 من حيث الاكتشاف.
اكتُشف هذا الجُرم الفلكي بواسطة هيروشي كانيدا في 25 ديسمبر 1994.

## وصلات خارجية
- (6934) 1994 YN2 في قاعدة بيانات مختبر الدفع النفاث لأجرام النظام الشمسي الصغيرة

- الاكتشاف · مخطط المدار ·  العناصر المدارية · المعلمات المادية

- (6934) 1994 YN2 على موقع ويكي سكاي: DSS2, SDSS, GALEX, IRAS, Hydrogen α, X-Ray, Astrophoto, Sky Map, Articles and images